# Francisco José Orellana i Cañas
Francisco José Orellana i Cañas (Albuñol, 6 d'agost del 1820 - Barcelona, 26 de gener del 1891), va ser un escriptor, economista, historiador, editor i periodista espanyol.

## Biografia
Demòcrata avançat, va traduir al socialista utòpic Étienne Cabet. Com a economista va propugnar el proteccionisme. Va escriure alguna peça teatral i una biografia del general Prim en tres volums. Va dirigir amb Víctor Balaguer El Bien Público i després El Universal, a Barcelona; en els seus articles va fer servir el pseudònim d'Ana Oller. Hi ha un retrat seu en gravat per Lechard, disponible a la Iconografia Hispana. Amb Balaguer va traduir al castellà algunes novel·les franceses, com ara El hijo del diablo (1847), de l'escriptor social Paul Féval i El gabinete negro de Charles Félix Henri Rabou, per entregues, a El Bien Público (1849). A Barcelona, Orellana va dirigir la col·lecció "Los grandes poemas", en què van sortir traduccions de la Divina comèdia de Dant, l'Orlando Furiós d'Ariosto i Los Lusiadas de Camões, obra del traductor professional Manuel Aranda y Sanjuán (1845-1900).
Va escriure algunes novel·les històriques sobre personatges com Joana la Boja, Isabel I, Francisco de Quevedo o Cristóbal Colón.També es va acostar a la poesia amb el volum Lágrimas del corazón.
Mor a Barcelona el 26 de gener de 1891 casat amb Dolors Flotats.

## Obres destacades
- Reseña completa descriptiva y crítica de la Exposición Industrial y Artística de productos del principado de Cataluña, Estab. Tip. de J. Jesús, 1860.
- Isabel Primera. Novela histórica original. Madrid: Imprenta de Repullés, 1853, 2 vols.
- El Conde de España, ó, La inquisicion militar: historia-novela contemporánea. Madrid-Barcelona, 1856.
- Quevedo. Novela histórica. Primera parte: mocedades de Quevedo 1600-1620 (Barcelona, 1857),
- El clavel de la Virgen y versos de Quevedo, Barcelona, 1857.
- Cristóbal Colón. historia popular (Barcelona, 1858),
- Flor de oro. Anacoana, reina de Jeragua. Segunda Parte de Cristóbal Colón (Barcelona, 1860),
- Luz del alba o el hombre de cuatro siglos. Barcelona, 1856.
- Mundo, dinero y mujer, Madrid, 1852
- Gontran el bastardo, ó, El pastor de las Navas: novela histórica, 1853.
- Los pecados capitales, Barcelona, 1865-1866, 2 vols.
- Vocabulario de disparates, extranjerismos, barbarismos y demás coprruptelas, pedanterías y desatinos introducidos en la lengua castellana, recopilados de muchos periódicos políticos y literarios, novelas y libros más o menos científicos, 1871.
- Lágrimas del corazón
- Historia del general Prim
- Zizaña del lenguaje
- Vocabulario de disparates
- La reina loca de amor
- Caín y Abel, crónica provenzal del siglo X.